# Guizotia abyssinica
Espèce
Guizotia abyssinica, la guizotia d'Abyssinie, guizotia oléifère, niger, nyger  ou noug, est une espèce de plantes à fleurs dicotylédones de la famille des Asteraceae, sous-famille des Asteroideae, originaire des hauts plateaux d'Éthiopie. Ce sont des plantes herbacées annuelles pouvant atteindre deux mètres de haut.
Cette espèce est cultivée pour ses graines et son huile, principalement en Éthiopie et en Inde, où elle a été domestiquée il y a environ 3000 ans.

## Description

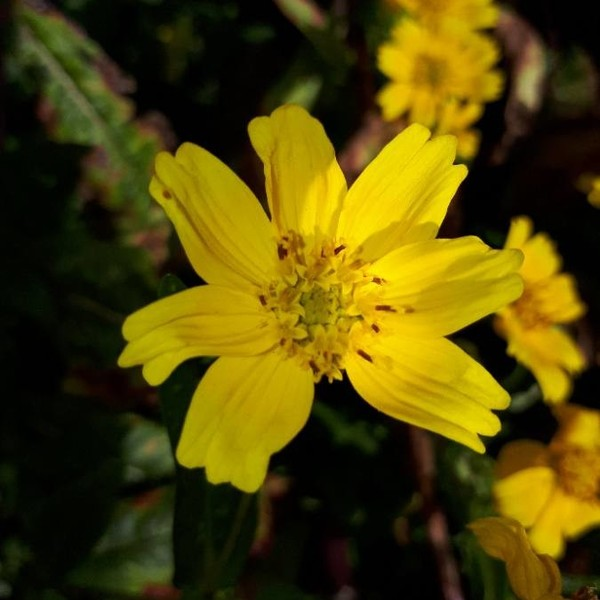
Capitule.

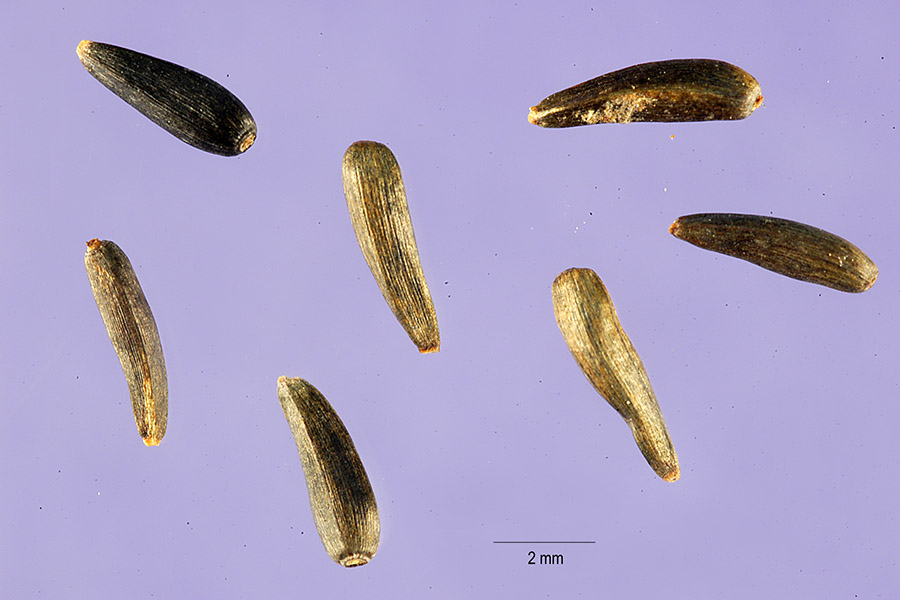
Akènes.

Guizotia abyssinica est une plante herbacée annuelle robuste, à port dressé, modérément ramifiée, dont les tiges peuvent mesurer de 50 cm à 1,5 m, voire 2 m, de haut.
Ces tiges, pouvant atteindre 2 cm de diamètre, ont une couleur vert pâle, souvent teintée ou parsemée de pourpre, qui jaunit avec l'âge. Elles sont creuses et se cassent facilement.
Le système racinaire est bien développé, autour d'une racine pivotante et de nombreuses racines latérales, surtout dans les 5 cm supérieurs.
Les feuilles, simples et entières, généralement sessiles, de 3 à 23 cm de long sur 1 à 6 cm de large, sont généralement opposées, mais deviennent alternes vers le sommet des tiges. De couleur vert foncé, sauf celle de la base de la plante qui ont une couleur jaune distincte, les feuilles ont un limbe de forme lancéolée à obovale, avec une marge entière ou dentée et ciliée.
Les fleurs, jaune vif devenant jaune d'or à maturité, ou plus rarement légèrement vertes, sont groupées en capitules de 15 à 50 mm de diamètre, avec à l'extérieur des fleurons ligulés de 5 à 20 mm de long. Les fleurons ligulés, au nombre de 6 à 8 par  capitule sont des fleurs fertiles. Au centre du capitules, 40 à 60 fleurons tubulaires, hermaphrodites, sont disposés en trois verticilles. Les capitules sont eux-mêmes disposés en cymes apicales ou axillaires, entourées de bractées feuillues atteignant 3 cm de long,.
La floraison de chaque capitule dure de 7 à 8 jours. Les fleurs étant auto-incompatibles, la fécondation nécessite une pollinisation croisée, probablement réalisée par des abeilles,.
Les graines, en réalité des fruits, sont des akènes, en forme de massue, obovoïdes et étroitement longs, de 3 à 6 mm de long sur 1,5 à 4 mm de large, de couleur noire brillante avec des cicatrices blanches à jaunes sur le dessus et la base. Chaque capitule produit environ 40 à 50 graines.
Cytologie : Guizotia abyssinica est une espèce diploïde (2n = 2x = 30).

## Distribution et habitat
L'aire de répartition originelle de Guizotia abyssinica s'étend en Éthiopie et en Érythrée. Par sa répartition en Éthiopie, cette espèce est sympatrique avec son ancêtre supposé, Guizotia scabra schimperii. 
L'espèce a été introduite dans de nombreux pays d'Amérique du Nord, d'Europe, d'Afrique et d'Asie, ainsi qu'en Australie. Elle est naturalisée en Inde.
La plante est largement cultivée dans le sud de l'Inde et en Éthiopie et, dans une moindre mesure, aux Antilles, en Afrique de l'Est et dans diverses régions de l'Inde.

## Taxinomie
L'espèce Guizotia abyssinica a été décrite et publiée sous ce nom pour la première fois en 1829 par Alexandre Henri Gabriel de Cassini dans le Dictionnaire des sciences naturelles de Cuvier (Dict. Sci. Nat. (ed. 2), 59: 248). Elle avait été précédemment décrite par Linné fils sous le nom de Polymnia abyssinica L. f. 1872, puis sous celui de Heliopsis platyglossa Cass. 1822, dans le tome 24 du même Dictionnaire des sciences naturelles. Cassini s'étant rendu compte qu'il s'agissait de la même plante décida en 1829 de la renommer Guizotia abyssinica, créant le nouveau genre Guizotia qu'il dédia à François Guizot.

### Synonymes
Selon Plants of the World Online (Kew Science) :
- Anthemis mysorensis DC.
- Buphthalmum ramtilla Buch.-Ham. ex Wall.
- Guizotia oleifera (DC.) DC.
- Helianthus oleifer Wall.
- Heliopsis platyglossa Cass.
- Jaegeria abyssinica (L.f.) Spreng.
- Parthenium luteum Spreng.
- Polymnia abyssinica L.f.
- Polymnia frondosa Bruce
- Ramtilla oleifera DC.
- Tetragonotheca abyssinica (L.f.) Ledeb.
- Verbesina sativa Roxb. ex Sims

### Liste des variétés
Selon Tropicos (18 mars 2019) (Attention liste brute contenant possiblement des synonymes) :
- Guizotia abyssinica var. cultivars
- Guizotia abyssinica var. sativa (Roxb. ex Sims) Oliv. & Hiern

## Histoire
Guizotia abyssinica est  cultivée depuis plusieurs millénaires pour la production d'huile alimentaire en Inde et en Éthiopie.
Il est probable que cette espèce, a été introduite en Inde par des immigrants éthiopiens, en même temps que d'autres espèces comme l'éleusine, au cours du troisième millénaire avant notre ère. Cela explique l'absence en Inde d'espèces sauvages apparentées comme Guizotia scabra.
Cette espèce est connue en Europe depuis l'expédition en Éthiopie de James Bruce, explorateur écossais, qui y séjourna de 1769 à 1772. À son retour, il rencontra Buffon à Paris et remis une large part des graines qu'il avait rapportées, dont celles de Guizotia abyssinica, au jardin royal de Versailles. Ces graines ont germé et ont produit des plantes que Buffon fit dessiner, en offrant des planches à Bruce,.
La culture de la guizotia oléifère, ou niger, été testée en Europe (Allemagne, Suisse, France, Tchécoslovaquie) au cours du XIXe siècle. En Russie, des essais de culture ont été faits en 1926 à la suite de l'expédition de Nikolaï Vavilov en Éthiopie, mais sont restés sans suite à cause du rendement trop faible.
Un projet de recherche international a été lancé dans la période 2007-2010 pour coordonner les efforts de recherche sur la diversité et de sélection moléculaire pour améliorer la culture de cette plante classée parmi les « espèces négligées et sous-utilisées ».

## Propriétés
Les graines de niger contiennent de 30 à 50 % de matière grasse. L'huile extraite de ces graines présente un profil en acide gras typique de la famille des Asteraceae (cf. carthame et tournesol), avec une teneur relativement élevée en acide linoléique.
Cette teneur peut atteindre 55 % dans les graines cultivées en Inde et 75 % dans celles cultivées en Éthiopie.
Le tourteau obtenu après extraction de l'huile contient environ 30 % de protéines et 23 % de fibres brutes.

## Utilisation

### Alimentation humaine
Guizotia abyssinica est cultivée pour ses graines riches en lipides, qui fournissent environ 30 % d'une huile claire, comestible, à séchage lent. Cette huile est utilisée non seulement en alimentation mais aussi pour produire peintures et savons, et pour s'éclairer. C'est un substitut de l'huile d'olive ; elle peut être mélangée avec de l'huile de lin et sert parfois d'adultérant de l'huile de colza, de sésame, ou autres.
Les graines (qui sont en fait des fruits secs- akènes) peuvent également être consommées frites ou comme condiment. En Éthiopie, pressées avec du miel, elles servent à faire des sortes de gâteaux.

### Alimentation animale
Le tourteau issu de l'extraction de l'huile est utilisé pour l'alimentation du bétail.
La plante entière peut être donnée en pâture ou comme fourrage aux ovins, mais elle est refusée par les bovins. De ce fait, en Inde, elle est parfois plantée autour de certaines cultures pour empêcher les bovins d'y pénétrer.
Les graines sont appréciées de certaines espèces d'oiseaux comme les chardonnerets, les verdiers, les accenteurs et les tarins, et sont commercialisées dans les pays occidentaux notamment comme nourriture pour des oiseaux détenus en cage.

### Autres utilisations
La plante peut aussi être cultivée comme engrais vert ou plante de couvert sous la dénomination de niger dans des pays septentrionaux car elle est très gélive. Lorsqu'elle est utilisée comme engrais vert, Guizotia abyssinica contient,  sur la base de l'herbe séchée à l'air,  0,2 % d'azote, 0,85 % de potasse et 0,11 % d'acide phosphorique.

Un milieu de culture à la gélose à base de graines de Guizotia abyssinica peut être utilisé pour identifier Cryptococcus neoformans (Sant) Vaill, espèce de champignons basidiomycètes qui provoque des méningites chez l'Homme.